# 布里尼亚克
布里尼亚克（法語：Brignac，法語發音：[bʁiɲak]）是法国埃罗省的一个市镇，位于该省中部，属于洛代沃区。

## 地理
布里尼亚克（43°37'24"N, 3°28'23"E）面积4.65 平方千米，位于法国奧克西塔尼大區埃罗省，该省份为法国南部沿海省份，南濒地中海，西南接奥德省，西北接塔恩省和阿韦龙省，东北与加尔省接壤。
与布里尼亚克接壤的市镇（或旧市镇、城区）包括：卡内、塞拉、克莱蒙莱罗、圣安德烈-德桑戈尼斯。

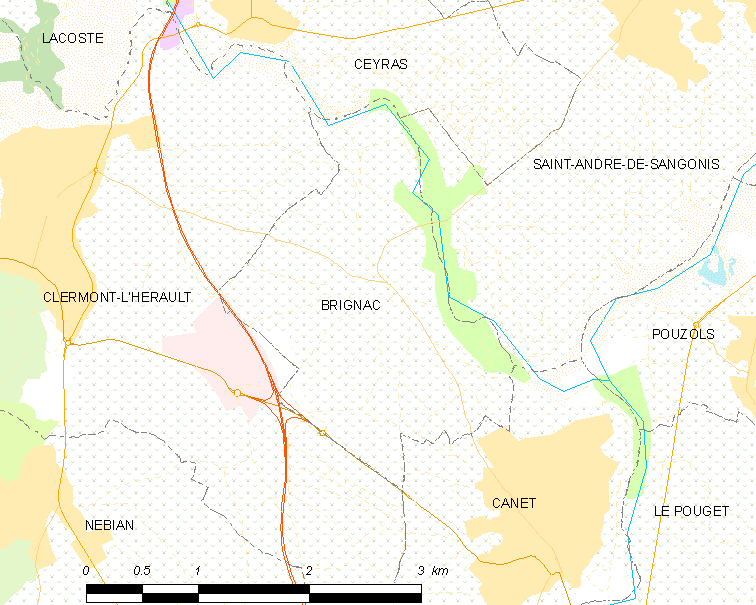
布里尼亚克的OSM定位图

布里尼亚克的时区为UTC+01:00、UTC+02:00（夏令时）。

## 行政
布里尼亚克的邮政编码为34800，INSEE市镇编码为34041。

## 政治
布里尼亚克所属的省级选区为克莱蒙莱罗县。

## 人口

1962-2008年间布里尼亚克人口变化图示

布里尼亚克于2022年1月1日时的人口数量为971人。